# 巍山镇
巍山镇是中国浙江省东阳市下辖的一个镇，位于浙江省中部，号称“浙江中心镇”，2007年獲“中国活力乡镇”称号。镇上有一座山叫做巍山屏，故名。

## 行政區劃
辖2个居民区、29个行政村：
- 巍山社区、巍屏社区
- 曙光村、沈良村、茶场村、白坦村、金鑫村、古渊头村、尚武宅村、清溪村、雅联村、象岗村、光里湖村、上卜宅村、市前村、大山村、罗店村、甲丘村、岭典村、怀鲁村、八字墙村、东方红村、同乐村、环峰村、东莘桥村、仙学岭村、王宅村、胡村村、尚誉村、麻家村、楼下畈村